# Üllés
Üllés is een plaats (község) en gemeente in het Hongaarse comitaat Csongrád. Üllés telt 3206 inwoners (2002).